# Callapa (gemeente)
Callapa, voluit Santiago de Callapa, is een gemeente (municipio) in de Boliviaanse provincie Pacajes in het departement La Paz. De gemeente telt naar schatting 7.043 inwoners (2018). De hoofdplaats is Callapa.